# Arrondissement Thonon-les-Bains
Arrondissement Thonon-les-Bains (fr. Arrondissement de Thonon-les-Bains) je správní územní jednotka ležící v departementu Horní Savojsko a regionu Rhône-Alpes ve Francii. Člení se dále na sedm kantonů a 68 obcí.

## Kantony
- Abondance
- Le Biot
- Boëge
- Douvaine
- Évian-les-Bains
- Thonon-les-Bains-Est
- Thonon-les-Bains-Ouest